# Askia Ishaq Ier
Askia Ishaq Ier (Isaac), fils d'Askia Mohammed Touré le Grand, gouverne l’Empire songhaï de 1539 à 1549. 

## Biographie
Ishaq est le fils d'Askia Mohammad I et d'une concubine touarègue de Dirma Kulthūm Barda. Lorsque Askia Isma'il meurt en campagne, les principaux dirigeants de l'empire conviennent pacifiquement qu'Ishaq serait le prochain dirigeant.
Askia Ishaq est un dirigeant impitoyable et paranoïaque, inspirant peur et anxiété parmi le peuple Songhaï. Bien qu'il soit un musulman fervent, il envoie régulièrement des agents à Tombouctou pour exiger d'énormes sommes d'argent des commerçants, ce qui est contraire à la loi islamique. Cela a porté préjudice à l'économie de l'empire et l'a rendu impopulaire, lui attirant ainsi de nombreux ennemis. Il exécute tout fonctionnaire qu'il considère comme une menace. Le Tarikh al-Sudan donne cette description : « S'il imaginait que quelqu'un faisait le moindre geste contre le trône, il le ferait, sans exception, tuer ou bannir. C'était sa pratique constante » .
Au début des années 1540, Askia Ishaq envahit Bendougou (région actuelle de Ségou), cherchant à expulser Askia Muhammad Benkan, un prédécesseur qui s'y est réfugié. Benkan est mort lors de l'invasion d'Ishaq pour des raisons inconnues. Peu de temps après, il exile un Kurmina-fari conspirateur et le remplace par son demi-frère Dawud, qui envahit plus tard l'Empire du Mali, occupant brièvement la capitale en 1545 et 1546.
Après une demande du sultan marocain Mohammed al-Shaykh, de céder les mines de sel de Teghazza, Ishaq envoie un groupe de 2 000 hommes à cheval pour attaquer une ville marchande dans la vallée du Draa, dans le sud du Maroc, avec pour instruction d'éviter de tuer qui que ce soit. Il s’agissait d’une démonstration de force.
Askiya Ishaq meurt en 1549 dans la ville de Kukiya et y est enterré. Son frère Askia Dawud lui succède. 